# Vittore Carpaccio
Vittore Carpaccio (Venecija ili Kopar oko 1460. – 1525./1526.) bio je talijanski renesansni slikar venecijanske škole, koji se školovao kod Gentile Bellinija. Najpoznatiji je po ciklusu od devet slika, Legende o sv. Uršuli. Njegov stil ostao je pomalo konzervativan, na njega su vrlo malo utjecali humanistički trendovi talijanske renesanse, koja se brzo mijenjala za njegova života. On je ostao pod utjecajem slikarstva Antonella da Messine i nizozemskog slikarstva. Vjerojatno je zbog tog prilično zanemaren u odnosu na svoje venecijanske suvremenike, naročito prema Giovanniju Belliniju i Giorgioneu. Najpoznatiji je po prizorima velikih gradskih scena, poput prizora Čudesnog iscjeljenja na mostu Rialto. Slikajući takve i slične prizore on nam je dao i najbolju sliku Venecije, grada na vrhuncu svoje moći i bogatstva, istodobno time nam je prenio i osjećaj građanskog ponosa svojih sugrađana. 

## Životopis i djelo
Carpaccio je rođen u Veneciji ili Kopru, kao sin Piera Scarpazze, trgovca kožom. On je izgleda bio istarskog podrijetla, time se da objasniti njegova posebna povezanost sa slikarima dalmatinske škole u Veneciji. O njegovu privatnom životu se malo zna. Svoja glavna djela napravio je između 1490. i 1519. godine, i to ga svrstava među rane majstore venecijanske renesanse. Prvi put se spominje 1472. godine u jednoj oporuci njegova strica fra Ilaria. Nakon ulaska u visoke humanističke krugove u Veneciji, on je promijenio svoje prezime u Carpaccio. Isprva je bio učenik (a ne kako se prije mislilo majstor) Lazzara Bastiania, koji je, poput Bellinia i Vivarinija, bio voditelj velike slikarske bottege u Veneciji.

## Djelo
Prvi poznati samostalni radovi Carpaccia za koje sa sigurnošću znamo da su njegovi je portret Salvatora Mundija (Collezione Contini Bonacossi) i Pietà (danas u Palazzo Pitti). Njegovi prvi radovi ukazuju na utjecaj Antonella da Messine i Giovanni Bellinija, posebice u korištenju svjetla i boje, kao i utjecaj slikarskih škola Ferrare i Forlìja.
Godine 1490. započeo je slikati slavnu seriju slika velikih dimenzija iz Legende o sv. Uršuli, za venecijansku Scuola San Ursula (danas u Gallerie dell'Accademia), slike je dovršio 1491. godine.
Od 1502. do 1507. godine Carpaccio je naslikao još jedan izvanredan niz slika za iseljeničku Scuola di San Giorgio degli Schiavoni (Schiavoni je talijanski, osobito mletački, naziv za Hrvate). Za razliku od pomalo starinskog načina kako je to napravio kod serije slika o sv. Ursuli, kod koje je koristio kontinuirani slijed oslikanih scena, a glavni likovi mu se više puta pojavljuju unutar svakog platna. Ovdje je na svakom platnu iz niza, koncentrira na jednu epizodu iz života tri najveća dalmatinska sveca: sv. Jeronima, sv. Jurja i sv. Tripuna. Za ovaj niz slika se drži da je istočnjački, jer je na njima novo oduševljenje Levantom, istočnjačke pozadine igraju važnu ulogu u vjerskim prizorima.
Povjesničarka Patricia Fortini Brown smatra da je taj nagli povećani interes za orijent, bio posljedica pogoršanja odnosa između Venecije i Osmanskog carstva: "(...) jer kako je opasnost postajala sve veća, ona se pretvarala u opsesiju i opčinjenost".
U otprilike isto vrijeme, od 1501. – 1507. godine, radio je u Duždevoj palači, zajedno s Giovanniem Bellinijem na slikama u dvorani Velikog vijeća. Poput mnogih drugih velikih djela i ovaj ciklus slika je potpuno izgorio u katastrofalnom požaru 1577. godine.
Negdje od 1504. – 1508. godine je nastao njegov ciklus slika iz života sv. Marije za crkvu Santa Maria degli Albanesi, koje su velikoj mjeri napravili njegovi učenici i pomoćnici iz bottege (danas su slike podijeljene između galerija; Accademia Carrara – Bergamo, Brera – Milano i Ca 'd'Oro – Venecija).
Carpaccio je u kasnijim godinama izgleda bio pod utjecajem Cima da Conegliano, što se vidi u njegovoj Smrti Djevice iz 1508. (Ferrara). Godine 1510. Carpaccio je naslikao Oplakivanje mrtvog Isusa i Meditaciju na mukama, na kojima se vidi osjećaj gorke tuge kao kod Mantegne. Iz iste godine je i Portret Viteza, danas u posjedu Kolekcije Thyssen-Bornemisza iz Madrida.
Između 1511. i 1520. godine je završio pet panela iz ciklusa Život sv. Stjepana za Scuola di Santo Stefano. Pri kraju je Carpaccio uglavnom dobivao narudžbe izvan Venecije, iz mletačke tere ferme, te narudžbe je uglavnom obavljao uz pomoć svojih sinova Benedetta i Piera, uz učenike od kojih je jedan bio i Marco Marziale.

## Važnija djela
- Iscjeljenje ludog (oko 1496.) – Tempera na platnu, 365 x 389 cm, Gallerie dell'Accademia, Venecija
- Portret čovjeka s crvenom kapom (1490. – 1493.) – Tempera na drvu, 35 x 23 cm, Museo Correr, Venecija
- Legenda o sv. Ursuli (1490. – 1496.) – Gallerie dell'Accademia, Venecija
- Bijeg u Egipat (1500.) – Tempera na drvu, 73 x 111 cm,  National Gallery of Art, Washington
- Sv. Katarina Alesandrijska i sv. Veneranda (oko 1500.) – Tempera na drvu, Museo di Castelvecchio, Verona
- Ciklus slika za San Giorgio degli Schiavoni, Venecija (1502. – 1507.)
- Marijina povijest (1504. – 1508.)
  - Rođenje Marijino – Tempera na platnu, 126 x 128 cm,  Accademia Carrara, Bergamo
  - Marijino vjenčanje – Canvas, 130 x 140 cm,  Pinacoteca di Brera, Milano
  - Navještenje Marijino – Canvas, 130 x 137 cm, Pinacoteca di Brera, Milano
- Vizija sv. Augustina (1502. – 1508.) – Ulje na platnu, Scuola San Giorgio degli Schiavoni
- Sveta obitelj i darivatelji (1505.) – Tempera na platnu, 90 x 136 cm,  Museu Calouste Gulbenkian, Lisabon
- Sveti razgovor (oko 1505.) – Tempera na platnu, 92 x 126 cm,  Musée du Petit Palais, Avignon
- Marija se djetešcem (1505. – 1510.) – Tempera na platnu, 85 x 68 cm, National Gallery of Art, Washington
- Sv. Toma u slavi, između sv. Marka i sv. Luje iz Tulouza (1507.) – Tempera na platnu, 264 x 171 cm, Staatsgalerie, Stuttgart
- Venecijanske dame (oko 1510.) – Uljena drvu, 94 x 64 cm, Museo Correr, Venecija
- Portret žene (oko 1510.) – Ulje na platnu, 102 x 78 cm,  Galleria Borghese, Rim
- Ulazak Isusa u hram (1510.) – Tempera na drvu, 421 x 236 cm, Gallerie dell'Accademia, Venecija
- Portret viteza (1510.) – Tempera na platnu, 218 x 152 cm,  Thyssen-Bornemisza Collection, Madrid
- Portret djevojke – Panel, 57 x 44 cm, Privatna kolekcija
- Na mukama (oko 1510.) – Ulje i tempera na drvu, 70,5 x 86,7 cm,  Metropolitan Museum of Art, New York
- Sv. Juraj i zmaj (1516.) – Uljena platnu, 180 x 226 cm,  Crkva San Giorgio Maggiore, Venecija
- Lav sv. Marka (1516.) – Tempera na platnu, 130 x 368 cm, Duždeva palača, Venecija
- Mrtvi Isus (oko 1520.) – Tempera na platnu, 145 x 185 cm,  Staatliche Museen, Berlin
- Priče iz života sv. Stjepana (1511. – 1520.)
  - Posvećenje sv. Stjepana (1511.) – Tempera na platnu, 148 x 231 cm, Staatliche Museen, Berlin
  - Propovjed sv. Stjepana (1514.) – Tempera na platnu, 152 x 195 cm, Muzej Louvre, Pariz 
  - Obrana sv. Stjepana (1514.) – Tempera na platnu, 147 x 172 cm, Pinacoteca di Brera, Milano
  - Kamenovanje sv. Stjepan (1520.) – Tempera na platnu, 142 x 170 cm, Staatsgalerie, Stuttgart

## Vanjske poveznice
- www.VittoreCarpaccio.org  Arhivirana inačica izvorne stranice od 14. rujna 2020. (Wayback Machine) 150 djela Vittore Carpaccia
- Slike Vittore Carpaccia
- Web Gallery of Art